# Ray Emery
Ray Emery (28. září 1982 Hamilton, Kanada – 15. července 2018 Hamilton) byl kanadský hokejový brankář, který v severomaerické NHL odchytal bezmála tři sta utkání základní části. Naposledy nastoupil v německé DEL za Adler Mannheim v sezóně 2015/2016.

## Kariéra
V juniorském věku hrál za Sault Ste. Marie Greyhounds v kanadské juniorské lize Ontario Hockey League. V draftu NHL 2001 byl vybrán na 99. místě týmem Ottawa Senators. On, ale v sezóně 2001-02 pokračoval mezi juniory a až před sezónou 2002-03 podepsal smlouvu s Ottawou Senators. Na konci sezóny byl vyhlášen nejlepším brankářem OHL a celé CHL.
V sezóně 2002-03 hrál ponejvíce na farmě Senators, v týmu Binghamton Senators a v NHL nastoupil ve třech zápasech. V AHL byl jmenován nováčkem roku. 21. března 2003 hrál první celý zápas NHL a pomohl Ottawě k vítězství 5:1 nad Atlantou Thrashers. Sezónu 2003-04 strávil opět převážně v Binghamtonu a sezónu 2004-05 strávil tamtéž, protože v NHL byla výluka. V sezóně 2005-06 nastupoval jako druhý brankář Ottawy za Dominikem Haškem. Když se během Zimních olympijských her 2006 Hašek zranil, tak jej Emery vystřídal na pozici jedničky a pomohl týmu do playoff, ve kterém vypadli ve druhém kole s Buffalem Sabres. V sezóně 2006-07 mu v brance Senators konkuroval Martin Gerber, ale Emery byl jasnou jedničkou a odchytal 58 zápasů základní části, k čemuž přidal 20 zápasů playoff, když pomohl Ottawě až do finále Stanley Cupu, kde byli poraženi Anaheimem Ducks. Začátek sezóny 2007-08 musel vynechat kvůli operaci, které se v létě podrobil a nahradil jej Gerber, kterému se dařilo a Senators s ním vyhráli 12 z 13 prvních zápasů. Emery se po návratu nedokázal prosadit zpět do role prvního brankáře a upozorňoval na sebe spíše svojí nekázní a pozdními příchody na tréninky. Poté, co byl v únoru 2008 vyhozen trenér John Paddock a tým převzal generální manažer Bryan Murray, který Emeryho do konce sezóny nenechal hrát.
Vzhledem k Emeryho výkonům a nedisciplinovanosti, se nechal Murray slyšet, že s Emerym už nadále nepočítá. Emerymu se nepodařilo podepsat smlouvu s dalším týmem NHL a tak odešel do Evropy, kde podepsal smlouvu s klubem v KHL: Atlantem Mytišči, kterému pomohl do playoff a hrál v utkání hvězd KHL. Před sezónou 2009-10 podepsal smlouvu s Philadelphií Flyers za kterou odchytal 29 zápasů. Po sezóně se stal volným hráčem a další smlouvu podepsal až v únoru 2011 s Anaheimem Ducks, který jej odeslal na farmu do týmu Syracuse Crunch. Po zranění Jonase Hillera jej Ducks povolali do prvního týmu, kde měl krýt záda Curtisu McElhinneymu. V playoff už nastupoval jako první brankář Anaheimu, se kterým, ale vypadli už v prvním kole s Nashvillem Predators. V dalších sezónách už byl méně úspěšný a často střídal angažmá. V NHL ještě odchytal v roli druhého brankáře 4 sezóny (2 za Philadelphii Flyers a 2 za Chicago Blackhawks). Svou poslední profesionální sezónu strávil v nižší severoamerické lize AHL, kde vystřídal kluby Ontario Reign a Toronto Marlies. Na konci sezóny odchytal ještě 7 utkání za německý Adler Mannheim.

## Úmrtí
Ray Emery se vydal začátkem července 2018 na dovolenou do Hamiltonu, kde hrál v exhibičním utkání. V neděli 15. července k ránu, po noci bez spánku, si šel zaplavat s partičkou přátel v jednom z přístavů. Jako výzvu chtěl uplavat přes 30 metrů pod vodou mezi lodí a molem, následně už se ale neobjevil. Lidé jej našli v 18:00 utopeného, pomoc místních lékařů byla zbytečná. Bylo mu 35 let. O jeho smrti informoval jako první místní deník The Hamilton Spectator, že se jednalo o Raye Emeryho následně potvrdil fotograf Andrew Collins.

## Úspěchy

### Individuální úspěchy
- CHL 1. All-Star Team - 2001-02
- CHL Goaltender of the Year - 2001-02
- OHL Goaltender of the Year - 2001-02
- AHL All-Rookie Team - 2002-03
- Molson Cup - 2006-07
- Utkání hvězd KHL - 2009

### Kolektivní úspěchy
- Prince of Wales Trophy - 2006-07

## Prvenství

### NHL
- Debut – 8. ledna 2003 (Vancouver Canucks proti Ottawa Senators)
- První inkasovaný gól – 16. března 2003 (Detroit Red Wings proti Ottawa Senators, kanadským útočníkem Brendan Shanahan)
- První vychytaná nula – 29. listopadu 2005 (Ottawa Senators proti Montreal Canadiens)

### KHL
- Debut – 2. září 2008 (HK Spartak Moskva proti Atlant Mytišči)
- První inkasovaný gól – 2. září 2008 (HK Spartak Moskva proti Atlant Mytišči, ruským útočníkem Alexandr Drozděckij)
- První vychytaná nula – 1. listopadu 2008 (Atlant Mytišči proti Amur Chabarovsk)

## Statistiky

### Základní části
| Sezona      | Tým                         | Liga        | Z   | V   | P  | R | Pvp | MIN    | OG  | ČK | POG  | %ChS |
| ----------- | --------------------------- | ----------- | --- | --- | -- | - | --- | ------ | --- | -- | ---- | ---- |
| 1998–99     | Dunnville Terriers          | NDJCHL      | 22  | 3   | 19 | 0 | —   | 1320   | 140 | 0  | 6.36 | —    |
| 1999–00     | Welland Cougars             | WOHL        | 23  | 13  | 10 | 0 | —   | 1323   | 62  | 1  | 2.81 | —    |
| 1999–00     | Sault Ste. Marie Greyhounds | OHL         | 16  | 9   | 3  | 0 | —   | 716    | 36  | 1  | 3.02 | .908 |
| 2000–01     | Sault Ste. Marie Greyhounds | OHL         | 52  | 18  | 29 | 2 | —   | 2938   | 174 | 1  | 3.55 | .904 |
| 2001–02     | Sault Ste. Marie Greyhounds | OHL         | 59  | 33  | 17 | 9 | —   | 3477   | 158 | 4  | 2.73 | .914 |
| 2002–03     | Binghamton Senators         | AHL         | 50  | 27  | 17 | 6 | —   | 2924   | 118 | 7  | 2.42 | .924 |
| 2002–03     | Ottawa Senators             | NHL         | 3   | 1   | 0  | 0 | —   | 84     | 2   | 0  | 1.42 | .923 |
| 2003–04     | Binghamton Senators         | AHL         | 53  | 21  | 23 | 7 | —   | 3109   | 128 | 3  | 2.47 | .922 |
| 2003–04     | Ottawa Senators             | NHL         | 3   | 2   | 0  | 0 | —   | 126    | 5   | 0  | 2.38 | .904 |
| 2004–05     | Binghamton Senators         | AHL         | 51  | 28  | 18 | 5 | —   | 2993   | 132 | 0  | 2.65 | .910 |
| 2005–06     | Ottawa Senators             | NHL         | 39  | 23  | 11 | — | 4   | 2167   | 102 | 3  | 2.82 | .902 |
| 2006–07     | Ottawa Senators             | NHL         | 58  | 33  | 16 | — | 6   | 3351   | 138 | 5  | 2.47 | .918 |
| 2007–08     | Ottawa Senators             | NHL         | 31  | 12  | 13 | — | 4   | 1689   | 88  | 0  | 3.13 | .890 |
| 2007–08     | Binghamton Senators         | AHL         | 2   | 1   | 1  | — | 0   | 120    | 6   | 0  | 3.00 | .930 |
| 2008–09     | Atlant Mytišči              | KHL         | 36  | 22  | 8  | — | 0   | 2070   | 73  | 0  | 1.86 | .926 |
| 2009–10     | Philadelphia Flyers         | NHL         | 29  | 16  | 11 | — | 1   | 1684   | 74  | 3  | 2.64 | .905 |
| 2009–10     | Adirondack Phantoms         | AHL         | 1   | 0   | 1  | — | 0   | 59     | 2   | 0  | 2.03 | .857 |
| 2010–11     | Syracuse Crunch             | AHL         | 5   | 4   | 1  | — | 0   | —      | 10  | 0  | 1.98 | .943 |
| 2010–11     | Anaheim Ducks               | NHL         | 10  | 7   | 2  | — | 0   | 527    | 20  | 0  | 2.28 | .926 |
| 2011–12     | Chicago Blackhawks          | NHL         | 34  | 15  | 9  | — | 4   | 1774   | 83  | 0  | 2.81 | .900 |
| 2012–13     | Chicago Blackhawks          | NHL         | 21  | 17  | 1  | — | 0   | 1116   | 36  | 3  | 1.94 | .922 |
| 2013–14     | Philadelphia Flyers         | NHL         | 28  | 9   | 12 | — | 2   | 1398   | 69  | 2  | 2.96 | .903 |
| 2014–15     | Philadelphia Flyers         | NHL         | 31  | 10  | 11 | — | 7   | 1570   | 80  | 0  | 3.06 | .894 |
| 2015–16     | Ontario Reign               | AHL         | 3   | 1   | 1  | — | 1   | 182    | 10  | 0  | 3.30 | .878 |
| 2015–16     | Toronto Marlies             | AHL         | 3   | 2   | 1  | — | 0   | 178    | 8   | 0  | 2.69 | .897 |
| 2015–16     | Adler Mannheim              | DEL         | 7   | 2   | 5  | — | 0   | 420    | 20  | 0  | 2.86 | .900 |
| NHL celkově | NHL celkově                 | NHL celkově | 287 | 145 | 86 | 0 | 28  | 15.488 | 697 | 16 | 2.70 | .906 |

### Play-off
| Sezona      | Tým                         | Liga        | Z  | V  | P  | MIN   | OG  | ČK | POG  | %ChS |
| ----------- | --------------------------- | ----------- | -- | -- | -- | ----- | --- | -- | ---- | ---- |
| 1999–00     | Sault Ste. Marie Greyhounds | OHL         | 15 | 8  | 7  | 883   | 33  | 3  | 2.24 | .926 |
| 2001–02     | Sault Ste. Marie Greyhounds | OHL         | 6  | 2  | 4  | 360   | 19  | 1  | 3.16 | .925 |
| 2002–03     | Binghamton Senators         | AHL         | 14 | 8  | 6  | 848   | 40  | 2  | 2.83 | .912 |
| 2003–04     | Binghamton Senators         | AHL         | 2  | 0  | 2  | 120   | 6   | 0  | 3.00 | .912 |
| 2004–05     | Binghamton Senators         | AHL         | 6  | 2  | 4  | 409   | 14  | 0  | 2.05 | .925 |
| 2005–06     | Ottawa Senators             | NHL         | 10 | 5  | 5  | 604   | 29  | 0  | 2.88 | .900 |
| 2006–07     | Ottawa Senators             | NHL         | 20 | 13 | 7  | 1,249 | 47  | 3  | 2.26 | .907 |
| 2008–09     | Atlant Mytišči              | KHL         | 7  | 3  | 3  | 419   | 13  | 0  | 1.86 | .941 |
| 2010–11     | Anaheim Ducks               | NHL         | 6  | 2  | 3  | 319   | 17  | 0  | 3.19 | .897 |
| 2013–14     | Philadelphia Flyers         | NHL         | 3  | 1  | 2  | 172   | 10  | 0  | 3.49 | .888 |
| OHL celkově | OHL celkově                 | OHL celkově | 21 | 10 | 11 | 1,243 | 52  | 4  | 2.47 | .925 |
| AHL celkově | AHL celkově                 | AHL celkově | 22 | 10 | 12 | 1,377 | 60  | 2  | 2.72 | .915 |
| NHL celkově | NHL celkově                 | NHL celkově | 39 | 21 | 17 | 2,344 | 103 | 3  | 2.64 | .902 |